# Under the Sheets
Az Under the Sheets egy dal Ellie Goulding angol énekesnő debütáló, Lights című albumáról. A dal – melynek producere Starsmith – a kiadvány első kislemezeként jelent meg. 2009. szeptember 30-án debütált a BBC Radio 1 műsorán, majd november 15-én került fel iTunes-ra. A brit kislemezlistán 53. helyezést ért el 2009. november 22-én. A 90210 című sorozat promóciójához is felhasználták a felvételt. Goulding a Neon Gold Records gondozásában adta ki a számot, mert nem akarta, hogy túl nagy nyomás alakuljon ki rajta.

## Háttér
Ellie így nyilatkozott a Startship-pel való közös munkáról egy BBC-nek adott interjú során:
„Úgy jött létre, hogy én és Finn (producer) úgy döntöttünk, hogy akarunk egy dalt, nem akartunk ezen gondolkodni. Ültünk a számítógépnél, amikor Finn előállt ezzel a dobos dologgal és a basszussal, az én ötletem a vokál volt. Ez volt azon ritka pillanatok egyike, amikor mindenféle erőfeszítés vagy gondolkodás nélkül összejön valami.”
A szerzeményről így vélekedett: „Az Under the Sheets valószínűleg a legegyszerűbb dal, amelyet írtam, viszont amikor meghallgatod a szöveget, kiderül, hogy igen sokatmondó. Egy fiúról és egy lányról szól, akik sötét párkapcsolatban élnek, mert az egész fizikai erőn alapul. Ez nem egy szexuális dal, inkább valótlan kapcsolatokat mesél el. Volt már rá példa az életemben, amikor próbáltam valakihez ragaszkodni, aki elutasító volt. A szám arról szól, hogy a világ nem fog lehozni minket, lehetsz olyan boldog, mint Larry a barátoddal vagy barátnőddel, de amint kilépsz a házadból, a valódi világban tartózkodsz, és ezt el kell fogadnod.”

## Fogadtatása
A Digital Spy zenei szerkesztője, Nick Levine véleménye szerint "az a fajta elektropop hangzású szám, melynek az átlagnál varázslatosabb hangzásvilága van", Fraser McAlpine a "hibátlan, fagyos mestermunka" kifejezéseket találta a leginkább megfelelőnek. Mark Beaumont az "album legcsillogóbb számának" titulálta a művet, a Starry Eyed mellett.

## Videóklip
A dalhoz tartozó videóklip a Lennox Brothers rendezésében készült, 2009. október 22-én került kiadásra. A klip elején Ellie kezei láthatóak, miközben dobol egy fekete háttér előtt. Ezután felkel egy ágyból, melyen egy ismeretlen férfi fekszik és átsétál egy téglaépületen, ahol több klónja is felfedezhető. Egyik énje a földön gitározik, egy másik dalokat szerez, de bicikliző és széken ülő alteregója is megjelenik a cselekményben. Közben egy olyan dobon játszik, mely csillámmal van beborítva, majd egy olyan is jelenet következik, ahol ujjai nyitásával és zárásával, valamint az oda rajzolt szívvel érzékelteti érzelmeit.

## Számlista és formátumok
- Brit iTunes középlemez[2]

1. Under the Sheets – 3:46
2. Fighter Plane – 4:24
3. Under the Sheets (Jakwob Remix) – 5:36
4. Under the Sheets (Pariah Remix) – 4:50

- Brit 7" limitált kiadású kislemez

A. Under the Sheets – 3:46
B. Fighter Plane – 4:24
- Német kislemez[10][11]

1. Under the Sheets – 3:44
2. Guns and Horses (Live at Metropolis Studios) – 3:48

## Slágerlistás helyezések
| Slágerlisták (2009-10)             | Legjobb helyezés |
| ---------------------------------- | ---------------- |
| Belga Tip kislemezlista (Flandria) | 3                |
| Dán rádiós lista                   | 2                |
| Német kislemezlista                | 91               |
| Brit kislemezlista                 | 53               |

## Közreműködők
- Ellie Goulding – vokál, akusztikus gitár
- Charlie Morton – háttérvokál, akusztikus gitár
- Naweed – maszterizálás
- Starsmith – producer, billentyűk, dob programozás, basszusgitár
- Mark "Spike" Stent – keverés

## Megjelenések
| Ország             | Dátum                | Kiadó             | Formátum           |
| ------------------ | -------------------- | ----------------- | ------------------ |
| Egyesült Királyság | 2009. november 9.    | Neon Gold Records | 7" kislemez        |
| Egyesült Királyság | 2009. november 15.   | Polydor Records   | Digitális letöltés |
| Belgium            | 2009. november 15.   | Universal Music   | Digitális letöltés |
| Németország        | 2010. szeptember 3.  | Universal Music   | Digitális letöltés |
| Németország        | 2010. szeptember 17. | Universal Music   | CD kislemez        |

## Fordítás
- Ez a szócikk részben vagy egészben  az   Under the Sheets című angol Wikipédia-szócikk fordításán alapul.  Az eredeti cikk szerkesztőit annak laptörténete sorolja fel. Ez a jelzés csupán a megfogalmazás eredetét és a szerzői jogokat jelzi, nem szolgál a cikkben szereplő információk forrásmegjelöléseként.